# Mirabilansia
Mirabilansia è il primo album in studio del rapper italiano Shade, pubblicato il 25 marzo 2015.

## Descrizione
Anticipato dal video di Avanti il prossimo dopo la vittoria di MTV Spit e il singolo Cambiare stato, l'album è stato pubblicato inizialmente per il download gratuito sul sito di Radio 105.

## Tracce
1. Benvenuti a Mirabilansia (Skit) – 1:20
2. Beep! – 3:21 (testo: Pietro Riccardo Garifo, Daniele Lazzarin, Vito Ventura – musica: Pietro Riccardo Garifo, Daniele Lazzarin)
3. Mai una gioia – 3:16 (testo: Pietro Riccardo Garifo, Daniele Lazzarin, Vito Ventura – musica: Francesco Siliotto)
4. Selfie (feat. MadMan) – 3:51 (testo: Pierfrancesco Botrugno, Pietro Riccardo Garifo, Daniele Lazzarin, Vito Ventura – musica: Pietro Riccardo Garifo, Daniele Lazzarin)
5. L'amore non è pop – 3:15 (testo: Pietro Riccardo Garifo, Daniele Lazzarin, Vito Ventura – musica: Pietro Riccardo Garifo, Daniele Lazzarin)
6. Merch Freestyle (Skit) – 1:02
7. Cambiare stato – 3:20 (testo: Pietro Riccardo Garifo, Daniele Lazzarin, Vito Ventura – musica: Pietro Riccardo Garifo, Daniele Lazzarin)
8. Come il Mc (feat. Danti) – 3:44 (testo: Pietro Riccardo Garifo, Daniele Lazzarin, Vito Ventura – musica: Roberto Fontana)
9. Mazza da baseball – 4:10 (testo: Pietro Riccardo Garifo, Daniele Lazzarin, Vito Ventura – musica: Stefano Breda)
10. Hit Ledger (feat. Fred De Palma, Rew, Willie Peyote) – 4:54 (testo: Pietro Riccardo Garifo, Daniele Lazzarin, Federico Palana, Vito Ventura – musica: Roberto Chetti)
11. Telefono senza Feeling – 3:13 (testo: Pietro Riccardo Garifo, Daniele Lazzarin, Vito Ventura – musica: Pietro Riccardo Garifo, Daniele Lazzarin)
12. Avanti il prossimo – 2:49 (testo: Pietro Riccardo Garifo, Daniele Lazzarin, Vito Ventura – musica: Davide Bassi)
13. Shaday Megamix (traccia bonus) – 4:28